# Fritz Stuchlik
Fritz Stuchlik (Bécs,  1966. február 11. –) osztrák nemzetközi labdarúgó-játékvezető. Polgári foglalkozása alkalmazott a Bundesligánál.

## Pályafutása

### Nemzeti játékvezetés
1982-ben tette le a játékvezetői vizsgát, 1991-ben lett országos, II. Ligás játékvezető. 1993. április 4-én debütált a Bundes Ligában. Az aktív nemzeti játékvezetéstől 2011-ben vonult vissza. Második Ligás mérkőzéseinek száma: 42. Első ligás mérkőzéseinek száma: 234.

### Nemzetközi játékvezetés
Az Osztrák labdarúgó-szövetség Játékvezető Bizottsága (JB) 1996-ban terjesztette fel nemzetközi játékvezetőnek, a Nemzetközi Labdarúgó-szövetség (FIFA) bíróinak keretébe. Több nemzetek közötti válogatott és klubmérkőzést vezetett. UEFA besorolás szerint a „3.” kategóriába tevékenykedett. Az osztrák nemzetközi játékvezetők rangsorában, a világbajnokság-Európa-bajnokság sorrendjében többedmagával a 7. helyet foglalja el 8 találkozó szolgálatával. Az aktív nemzetközi játékvezetéstől 2011-ben a FIFA 45 éves korhatárát elérve búcsúzott. Válogatott mérkőzéseinek száma: 20.

#### Világbajnokság

##### U17-es labdarúgó-világbajnokság
Ecuador rendezte a 6., az 1995-ös U17-es labdarúgó-világbajnokságot, ahol a FIFA JB bíróként alkalmazta.
| Időpont             | Helyszín                  | Mérkőzés típusa              | Mérkőzés                 | Eredmény | Nézők száma |
| ------------------- | ------------------------- | ---------------------------- | ------------------------ | -------- | ----------- |
| 1995. augusztus 3.  | Nemzeti Stadion, Quito    | csoportmérkőzés (A. csoport) | Ecuador–Egyesült Államok | 2 : 0    | 28 000      |
| 1995. augusztus 5.  | Nemzeti Stadion, Quito    | csoportmérkőzés (A. csoport) | Egyesült Államok–Japán   | 1 : 2    | 12 000      |
| 1995. augusztus 17. | Városi Stadion, Guayaquil | egyik elődöntő               | Argentína–Brazília       | 0 : 3    | 3000        |

---
Három világbajnoki döntőhöz vezető úton Franciaországba a XVI., az 1998-as labdarúgó-világbajnokságra, Dél-Koreába és Japánba a XVII., a 2002-es labdarúgó-világbajnokságra, valamint Németországba a XVIII., a 2006-os labdarúgó-világbajnokságra a FIFA JB bíróként alkalmazta.

##### 1998-as labdarúgó-világbajnokság

###### Selejtező mérkőzés
| Időpont           | Helyszín                    | Mérkőzés típusa           | Mérkőzés             | Eredmény | Nézők száma |
| ----------------- | --------------------------- | ------------------------- | -------------------- | -------- | ----------- |
| 1996. november 9. | Qemal Stafa Stadion, Tirana | előselejtező (9. csoport) | Albánia–Örményország | 1 : 1    | 7 000       |

##### 2002-es labdarúgó-világbajnokság

###### Selejtező mérkőzés
| Időpont             | Helyszín                       | Mérkőzés típusa           | Mérkőzés          | Eredmény | Nézők száma |
| ------------------- | ------------------------------ | ------------------------- | ----------------- | -------- | ----------- |
| 2000. október 7.    | Köztársasági Stadion, Chișinău | előselejtező (7. csoport) | Moldova–Szlovákia | 0 : 1    | 5 000       |
| 2001. szeptember 5. | Ullevaal Stadion, Oslo         | előselejtező (4. csoport) | Norvégia–Wales    | 3 : 2    | 18 211      |

##### 2006-os labdarúgó-világbajnokság

###### Selejtező mérkőzés
| Időpont           | Helyszín                 | Mérkőzés típusa           | Mérkőzés           | Eredmény | Nézők száma |
| ----------------- | ------------------------ | ------------------------- | ------------------ | -------- | ----------- |
| 2004. október 13. | Központi Stadion, Almati | előselejtező (7. csoport) | Kazahsztán–Albánia | 0 : 1    | 12 300      |

#### Európa-bajnokság
Az európai-labdarúgó torna döntőjéhez vezető úton Belgiumba és Hollandiába a XI., a 2000-es labdarúgó-Európa-bajnokságra, Portugáliába a XII., a 2004-es labdarúgó-Európa-bajnokságra, illetve Ausztriába és Svájcba a XIII., a 2008-as labdarúgó-Európa-bajnokságra az UEFA JB játékvezetőként foglalkoztatta.

##### 2000-es labdarúgó-Európa-bajnokság

###### Selejtező mérkőzés
| Időpont             | Helyszín                  | Mérkőzés típusa           | Mérkőzés          | Eredmény | Nézők száma |
| ------------------- | ------------------------- | ------------------------- | ----------------- | -------- | ----------- |
| 1999. szeptember 8. | Kadriorg Stadion, Tallinn | előselejtező (7. csoport) | Észtország–Skócia | 0 : 0    | 4 500       |

##### 2004-es labdarúgó-Európa-bajnokság

###### Selejtező mérkőzés
| Időpont           | Helyszín                          | Mérkőzés típusa           | Mérkőzés                 | Eredmény | Nézők száma |
| ----------------- | --------------------------------- | ------------------------- | ------------------------ | -------- | ----------- |
| 2003. április 2.  | Darius ir Girenas Stadion, Kaunas | előselejtező (7. csoport) | Litvánia–Skócia          | 1 : 0    | 6 400       |
| 2003. október 11. | Millenium Stadion, Cardiff        | előselejtező (4. csoport) | Wales–Szerbia-Montenegró | 2 : 3    | 72 514      |

##### 2008-as labdarúgó-Európa-bajnokság

###### Selejtező mérkőzés
| Időpont           | Helyszín                    | Mérkőzés típusa           | Mérkőzés         | Eredmény | Nézők száma |
| ----------------- | --------------------------- | ------------------------- | ---------------- | -------- | ----------- |
| 2007. október 17. | Qemal Stafa Stadion, Tirana | előselejtező (7. csoport) | Albánia–Bulgária | 1 : 1    | 8 000       |

#### Nemzetközi kupamérkőzések
Vezetett Kupa-döntők száma: 1.

##### Egyiptomi Szuperkupa
| Időpont          | Helyszín                     | Mérkőzés típusa | Mérkőzés           | Eredmény | Nézők száma |
| ---------------- | ---------------------------- | --------------- | ------------------ | -------- | ----------- |
| 2008. július 27. | Városi Saupin Stadion, Kairó | döntő           | Al Ahly–Zamalek SC | 2 : 0    | 40 000      |

## Magyar vonatkozás
| Időpont        | Helyszín           | Mérkőzés típusa          | Mérkőzés                  | Eredmény | Nézők száma |
| -------------- | ------------------ | ------------------------ | ------------------------- | -------- | ----------- |
| 2002. május 8. | PMSC Stadion, Pécs | 763. válogatott mérkőzés | Magyarország–Horvátország | 0 : 2    | 8 000       |